# منتخب اليابان لكرة القدم الشاطئية
منتخب اليابان لكرة القدم الشاطئية (باليابانية: ビーチサッカー日本代表) (بالإنجليزية: Japan national beach soccer team)‏ ، هي منتخب وطني لكرة القدم الشاطئية ، أسسها الاتحاد الياباني لكرة القدم ، وشاركت في بطولتي كأس آسيا للشاطئية وكأس العالم الشاطئية.

## اللاعبون السابقون
(2007)
- هيروفومي أودا
- تاكاشي أراكاكي
- غيشو ناغاياما

## مدربون سابقون
- روي راموس

## سجلات البطولات الدولية

### كأس العالم لكرة القدم الشاطئية
- 1995 – لم يشارك
- 1996 – لم يشارك
- 1997 – الجولة الأولى
- 1998 – لم يشارك
- 1999 – ربع النهائي
- 2000 – الترتيب الرابع
- 2001 – لم يشارك
- 2002 – لم يشارك
- 2003 – الجولة الأولى
- 2004 – لم يشارك
- 2005 – الترتيب الرابع
- 2006 – ربع النهائي
- 2007 – الجولة الأولى
- 2008 – الجولة الأولى
- 2009 – ربع النهائي
- 2011 – الجولة الأولى
- 2013 – ربع النهائي

### بطولة كأس آسيا لكرة القدم الشاطئية
- 2006 – الوصيف
- 2007 – الوصيف
- 2008 – الوصيف
- 2009 – اللقب الأول
- 2011 – اللقب الثاني
- 2013 – الوصيف